# Sabrina Setlur
Sabrina Setlur (Frankfurt am Main, Hesse, 10 de janeiro de 1974), antigamente conhecida como  Schwester S., é uma rapper, compositora e ocasionalmente atriz alemã. Sua estréia foi em 1995, sob a orientação do executivo e mentor Moses Pelham da 3p Records, produtor do seu single de estreia "Ja Klar". Após o lançamento de seu pseudônimo e um número um single, "Du Mich Nicht Liebst", em 1997, uma série de discos de sucesso estabeleceu sua posição de "a mais conhecido e mais vendida rapper feminina" da Alemanha até a data.
Setlur é a única artista até então que já ganhou três prêmios Echo por "Best National Female Artist". De acordo com várias fontes, ela já vendeu mais de dois milhões de álbuns e singles no mercado interno.

## Discografia
- S ist soweit (1995)
- Der neuen S-Klasse (1997)
- Aus der Sicht und mit den Worten von... (1999)
- Sabs (2003)
- Rot (2007)